# Izoterma Halseya
Izoterma Halseya, inaczej izoterma Frenkela-Halseya-Hilla (skrót izoterma FHH) – rodzaj izotermy adsorpcji, która ma podobne właściwości i zastosowania jak izoterma Harkinsa-Jury. Wyraża się równaniem:
{\displaystyle \ln {\frac {p}{p_{s}}}=-{\frac {A}{a^{r}}},}
gdzie:
{\displaystyle A,} {\displaystyle r} – stałe empiryczne,
{\displaystyle p} – ciśnienie pary adsorbatu,
{\displaystyle p_{s}} – ciśnienie pary nasyconej adsorbatu,
{\displaystyle a} – wielkość adsorpcji (często oznaczana też {\displaystyle v} – wówczas podawana jest jako ilość adsorbatu w przeliczeniu na stan gazowy, z reguły w warunkach normalnych, co oznaczane jest często literami STP).
UWAGA. W podanych równaniach bardzo często stosuje się zamiast logarytmów naturalnych logarytmy dziesiętne!
Często izoterma ta używana jest jako tzw. krzywa {\displaystyle t} (ang. t-curve) podająca zależność grubości warstewki adsorbatu od ciśnienia:
{\displaystyle t=t_{m}\left({\frac {A'}{-ln(x)}}\right)^{1/r}.}
Izoterma ta najczęściej stosowana jest przy ustaleniu wartości parametru {\displaystyle r=3{:}}
{\displaystyle \ln {\frac {p}{p_{s}}}=-{\frac {A}{a^{3}}}.}
Zaletą izotermy dla ustalonej wartości {\displaystyle r} jest łatwość dopasowania do danych doświadczalnych, dane doświadczalne przedstawia się w prostych współrzędnych liniowych:
{\displaystyle \ln p=\ln p_{s}-A\left({\frac {1}{a^{r}}}\right),}
gdzie {\displaystyle a} i {\displaystyle p} są bezpośrednio dostępne z pomiaru, a {\displaystyle r} jest ustalone.
Jeżeli podstawimy {\displaystyle x=p/p_{s}} (ciśnienie względne), wówczas ogólną postać izotermy można przedstawić jako:
{\displaystyle \ln(-\ln x)=\ln A-r\ln a.}
W tej postaci możemy wyznaczyć oba parametry izotermy. Należy pamiętać jednak o tym, aby stosować to równanie jedynie w ograniczonym obszarze ciśnień względnych – tam gdzie wykres będzie liniowy. Ze względu na specyficzne matematyczne właściwości użytych przekształceń, może być konieczne określenie wartości parametru {\displaystyle r} z ostatniego z równań, a potem dokładne określenie parametru {\displaystyle A} na podstawie drugiego z równań (z ustaloną wartością {\displaystyle r}).
Izoterma Halseya jest czasem wykorzystywana przy obliczaniu rozkładu porów adsorbentów na podstawie analizy izoterm adsorpcji i desorpcji azotu w temperaturze ciekłego azotu w tzw. metodzie BJH, jednak częściej używa się w tym celu izotermy Harkinsa-Jury.